# 弗蘭斯·哈爾斯博物館

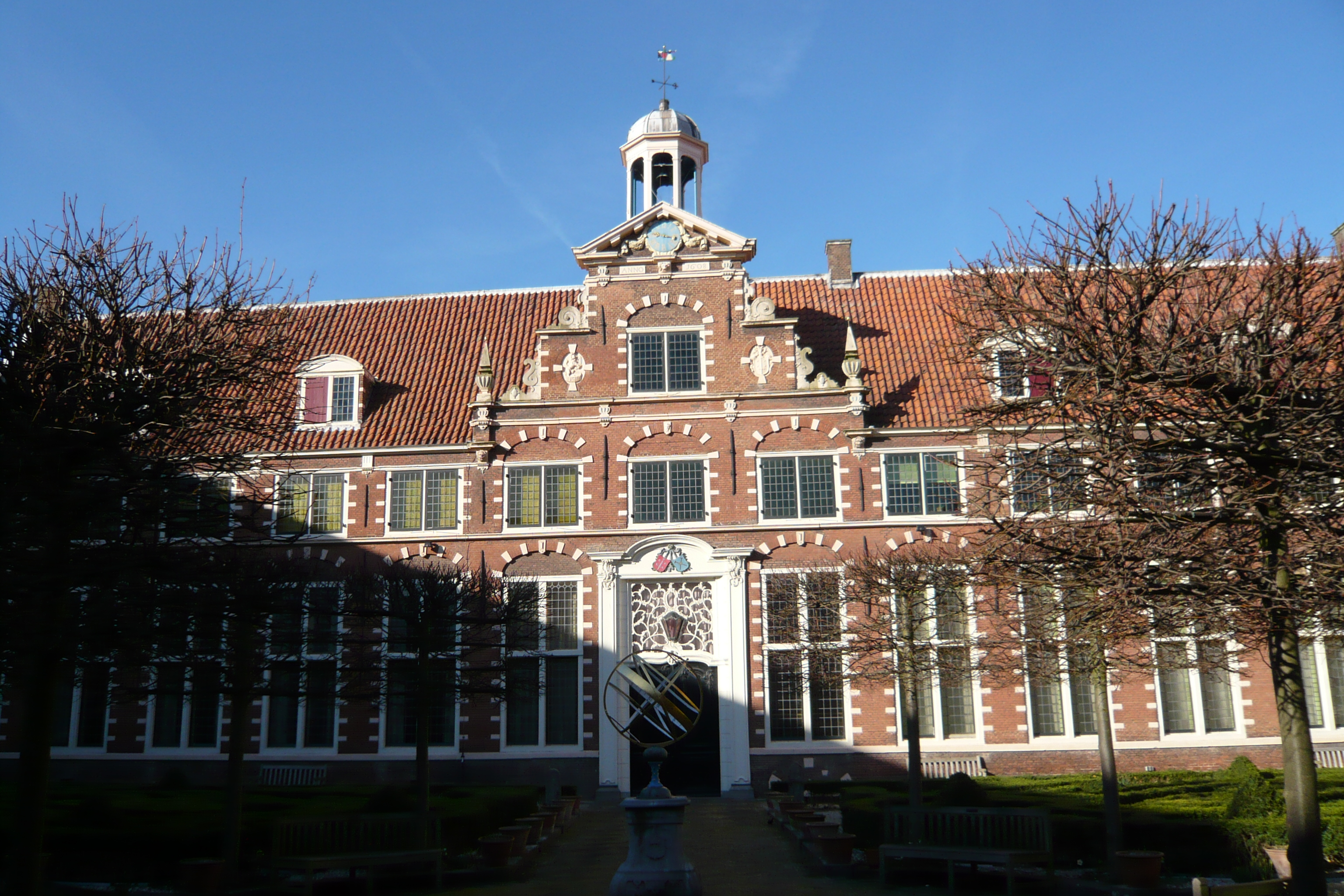
弗蘭斯·哈爾斯博物館

弗蘭斯·哈爾斯博物館（Frans Hals Museum）是荷蘭城市哈勒姆的一座博物館。

## 历史
創建於1862年。1950年，博物館內的現代美術品被搬遷至它地。該博物館雖然主要展示弗蘭斯哈爾斯的美術品，但也展示一些其他荷蘭17世紀畫家的作品。

## 外部連結
- Frans Hals Museum （页面存档备份，存于）, official website
- De Hallen Haarlem （页面存档备份，存于）